# Diyarbakır (provins)

Diyarbakırs läge i Turkiet

Diyarbakır är en provins i östra Turkiet. Den hade i slutet av 2014 en beräknad folkmängd på 1 635 048 invånare och har en areal på 15 058 km². Provinshuvudstad är Diyarbakır.
Majoriteten av befolkningen i Diyarbakırprovinsen är kurder. Även många assyrier/syrianer bor i detta område.

## Administrativ historik
Provinsen fick sitt namn 1867 och motsvarade då geografiskt den provins som 1847–1867 gick under namnet Kurdistan.